# Dialetto veneto coloniale
     Lingua friulana
     Lingua veneta
     Lingua slovena
     Lingua bavarese

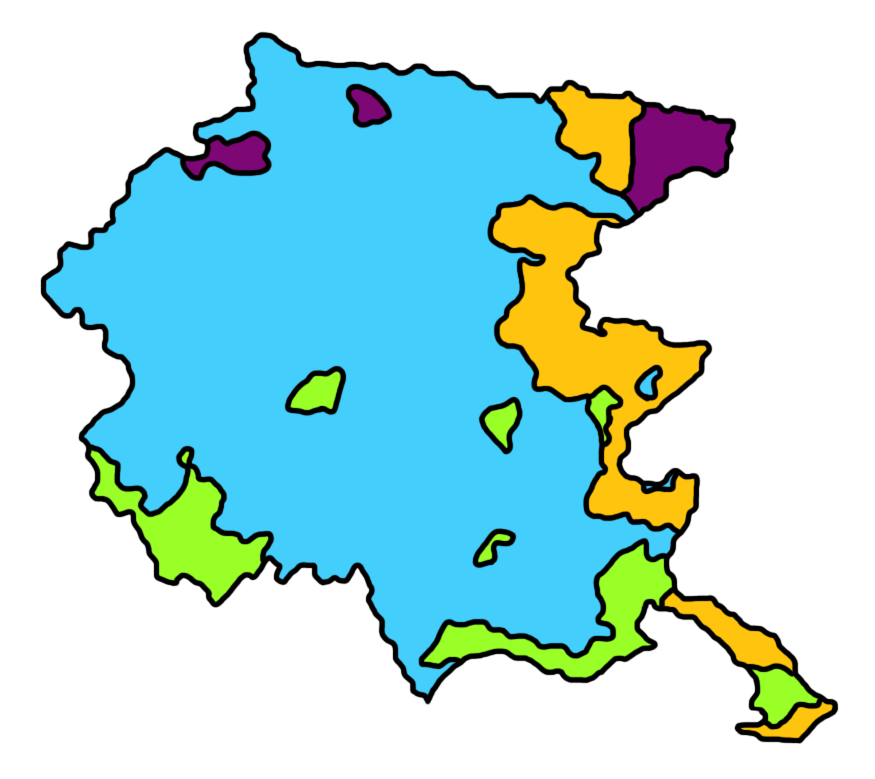
Lingue del Friuli-Venezia Giulia
Lingua friulana
Lingua veneta
Lingua slovena
Lingua bavareseSi esclude il comune di Sappada, nel quale è presente un dialetto di tipo bavarese.

Il veneto coloniale è un gruppo di dialetti della lingua veneta.
In questo complesso ricadono le numerose varietà diffuse al di fuori del Veneto nelle zone di influenza della Serenissima, localizzate perlopiù lungo la costa adriatica dal Friuli alla Dalmazia. Ognuna risulta essere un "veneziano d'importazione" che, adattandosi alle realtà locali, ha finito per sostituire gli idiomi preesistenti.
Tra i casi di veneti coloniali si citano quelli delle città e delle aree di confine del Friuli, dove il veneziano coesiste (o coesisteva) con il friulano locale come lingua di più ampia circolazione. Oggi, a Palmanova e a Pordenone (veneto pordenonese) il friulano è stato quasi del tutto sostituito dal veneto, mentre a Udine (veneto udinese) il friulano ha ripreso il sopravvento.
A Trieste e in Istria da tempo i preesistenti idiomi romanzi sono scomparsi (tergestino, muglisano) o in via di estinzione (istrioto), a causa delle secolari relazioni politiche o commerciali con Venezia. Va puntualizzato, inoltre, che i dialetti veneti istriani e dalmati sono in forte regressione, a causa dell'esodo giuliano dalmata. 
Non appartengono a questo gruppo il maranese, il gradese e il bisiaco, considerati dialetti veneti "autoctoni", sviluppatisi in modo autonomo.